# スイス保守民主党
スイス保守民主党 (ドイツ語: Bürgerlich-Demokratische Partei Schweiz, BDP; フランス語: Parti bourgeois démocratique suisse, PBD; イタリア語: Partito Borghese Democratico Svizzero, PBD; ロマンシュ語:  Partida burgais democratica Svizra PBD, PBD; 直訳すると全て「スイス民主ブルジョア党」となる) は、かつて存在したスイスの保守政党。2015年の総選挙では国民議会で7議席、全州議会で1議席を獲得した。
国民保守主義政党のスイス国民党 (SVP) から分裂した穏健派によって、2008年11月1日に連邦レベルの政党として結党。国民党の民族主義活動派によって影を落とされた、穏健農業振興派で主に構成され、2007年の国民議会選挙で国民党の現職議員クリストフ・ブロッハーの対抗馬として出馬し、2016年1月まで連邦参事を務めたエフェリーネ・ヴィドマー＝シュルンプフなどが所属していた。
2021年1月1日、スイスキリスト教民主党と合併して中央党となった。各州レベルの保守民主党がこれに従うか、現党名のまま存続するかは自由とされた。
ドイツ語、フランス語、イタリア語、ロマンシュ語での党名は、中道右派政党を意味する伝統的なヨーロッパでの用語「ブルジョワ」「市民」に由来する。

## 脚註
1. 1 2   (PDF) The Swiss Confederation – a brief guide. Switzerland: Swiss Confederation: Federal Chancellery. (2016). p. 19.  オリジナルの20 December 2016時点におけるアーカイブ。 2016年12月11日閲覧。
2. ↑  Teuwsen, Peer (2011年10月24日). “In der Schweiz Tut Sich Was”. Die Zeit 2016年4月19日閲覧。
3. ↑  “Zeitstrahl: Die BDP - Von der Rechts- zur Mitte-Partei: Mitte-Partei BDP legt ein Feuerwerk hin” (ドイツ語), Entscheidung11 (Schweizer Fernsehen) 2012年2月1日閲覧。
4. ↑  “Die politische Mitte splittert sich zusehends auf” (ドイツ語), Swissinfo.ch 2012年2月1日閲覧。
5. ↑  Nordsieck, Wolfram (2015年). “Switzerland”. Parties and Elections in Europe. 2018年8月31日閲覧。
6. ↑  Die BDP Schweiz Wird am 1 November Gegruendet NZZ
7. ↑  Europe Elects [@EuropeElects] (2021年1月2日). "Switzerland: Yesterday, CVP (EPP) and BDP (*) merged". 2022年1月2日時点のオリジナルよりアーカイブ。X（旧Twitter）より2022年1月2日閲覧。